# Щербина Василь Васильович
Васи́ль Васи́льович Щерби́на (9 квітня 1914 — 24 вересня 1942) — командир розвідувально-диверсійного партизанського загону, що діяв в роки німецько-радянської війни на території Вітебської і Мінської областей, майор. Герой Радянського Союзу (1943).

## Життєпис
Народився в селищі при залізничній станції Микитівка, нині — в межах міста Горлівка Донецької області, в родині шахтаря. Закінчив школу ФЗУ, працював слюсарем на шахті Вузлова.
У лавах РСЧА з 1934 року. З відзнакою закінчив Одеське військове училище. Залишений при училищі спочатку командиром курсантського взводу, згодом — заступник командира роти курсантів. Член ВКП(б) з 1939 року. Навчався у спецшколі НКВС СРСР.
З початком німецько-радянської війни перебував у розпорядженні ГРУ Генерального штабу Червоної армії, виконував спеціальні завдання в тилу німців. У складі групи з чотирьох осіб перекинутий за лінію фронту, в районі Полоцька (Білорусь) організував групу помічників, яка займалась збирання зброї і набоїв на місцях боїв. У липні 1941 року в селі Гурець, на межі Мінської і Вітебської областей, вийшов у розташування партизанського загону А. П. Бринського. Доправивши у загін зброю, зібрану поблизу Полоцька, призначений помічником командира партизанського загону. Займався організацією розвідки, розробляв і особисто брав участь у бойових операціях партизанів.
У лютому 1942 року через лінію фронту повернувся на контрольовану Радянською владою територію, проте вже у березні того ж року десантований у німецький тил на чолі розвідувально-диверсійної групи з п'яти осіб. Група займалась збором розвідувальних даних про ворога і проводила диверсії на залізниці.
Загинув внаслідок вибуху при огляді партії нових мін. Спочатку був похований в Налібокській пущі, неподалік селища Івенець, а у липні 1944 року перепохований у братній могилі на площі Свободи в місті Воложин Мінської області.

## Нагороди
Указом Президії Верховної Ради СРСР від 20 січня 1943 року «за зразкове виконання бойових завдань командування на фронті боротьби з німецькими загарбниками та виявлені при цьому відвагу і героїзм» майору Щербині Василю Васильовичу присвоєне звання Героя Радянського Союзу з врученням ордена Леніна і медалі «Золота Зірка» (посмертно).

## Вшанування пам'яті
Ім'ям Василя Щербини названо одну з вулиць міста Воложин Мінської області. Біля школи № 1 встановлено погруддя.